# Sweltsa mediana
Sweltsa mediana är en bäcksländeart som först beskrevs av Banks 1911.  Sweltsa mediana ingår i släktet Sweltsa och familjen blekbäcksländor. Inga underarter finns listade i Catalogue of Life.